# 克拉斯诺耶区 (别尔哥罗德州)
克拉斯诺耶区（俄语：Красненский район）是俄罗斯联邦别尔哥罗德州下辖的一个区，其行政中心为克拉斯诺耶。据2016年统计，该区的人口为12237人。